# Zé Elias
José Elias Moedim Júnior dit Zé Elias est un footballeur international brésilien, né le 25 septembre 1976 à São Paulo.

## Biographie
En tant que milieu défensif, il fut international brésilien à 22 reprises (1995-1999) pour aucun but. Sa première sélection fut le 29 mars 1995 contre le Honduras et sa dernière sélection contre l'Espagne le 13 novembre 1999.
En équipe nationale, il participa aux Jeux olympiques de 1996. Il fut titulaire dans tous les matchs, sauf contre le Japon (remplaçant) et il prit deux cartons dans le tournoi (un contre la Hongrie et un contre le Portugal). Il fut médaillé de bronze.
Il participa ensuite à la Gold Cup 1996. Invité par la CONCACAF, le Brésil fut finaliste, battu par le Mexique (0-2).
Il eut une sélection avec la sélection FIFA, le 16 août 2000, à Marseille, contre la France, il remplaça Dunga à la mi-temps. Ce match se termina par une victoire française (5-1).
Il fut un globe-trotter au niveau des clubs. Au Brésil, il remporte un championnat du Brésil, une coupe du Brésil et un championnat de São Paulo. En Allemagne, rien. En Italie, une coupe UEFA en 1998. En Grèce, il remporta trois fois le championnat grec. En Ukraine, à Chypre et en Autriche, rien.
Il joua dans le club autrichien de SC Rheindorf Altach de 2008 à 2009, après avoir dans un premier temps arrêter sa carrière début 2008, puis appelé par le club autrichien. 
Il a un frère jouant à la Juventus, en tant que gardien de but, Rubinho.

## Clubs
- 1993-1996 :  Sport Club Corinthians Paulista
- 1996-1997 :  Bayer Leverkusen
- 1997-1999 :  Inter Milan
- 1999-2000 :  Bologne FC
- 2000-2003 :  Olympiakos le Pirée
- 2003-2004 :  Genoa CFC
- 2004-2006 :  Santos Futebol Clube
- 2006 :  Metalurg Donetsk
- 2006 :  Guarani Futebol Clube
- 2006-2007 :  Omonia Nicosie
- 2007-2008 :  Londrina EC
- 2008-2009 :  SC Rheindorf Altach

## Palmarès
- Jeux olympiques
  - Médaille de bronze en 1996
- Gold Cup
  - Finaliste en 1996
- Coupe du Brésil de football
  - Vainqueur en 1995
- Championnat de São Paulo de football
  - Champion en 1995
- Championnat du Brésil de football
  - Champion en 2004
  - Vice-champion en 1994
- Championnat d'Allemagne de football
  - Vice-champion en 1997
- Coupe de Grèce de football
  - Finaliste en 2001 et en 2002
- Championnat de Grèce de football
  - Champion en 2001, en 2002 et en 2003
- Championnat d'Italie de football
  - Vice-champion en 1998
- Coupe UEFA
  - Vainqueur en 1998
- Coupe de Chypre de football
  - Finaliste en 2007
- Championnat de Chypre de football
  - Vice-champion en 2007